# 1643 en musique classique
| \| • Retour à la chronologie générale de la musique classique • \| |
| Grèce • Rome • Haut Moyen Âge • VIIIe siècle • IXe siècle • Xe siècle • XIe siècle XIIe siècle • XIIIe siècle • XIVe siècle • XVe siècle • XVIe siècle • XVIIe siècle XVIIIe siècle • XIXe siècle • XXe siècle • XXIe siècle |
| • Retour à la chronologie générale de la musique classique • |

| Années en musique classique : 1640 - 1641 - 1642 - 1643 - 1644 - 1645 - 1646    |
| Décennies en musique classique : 1610 - 1620 - 1630 - 1640 - 1650 - 1660 - 1670 |

## Événements
- Egisto, opéra de Francesco Cavalli, est créé à Venise.

## Œuvres
- Kort Sangh-Bericht, traité théorique de la musique, de Joan Albert Ban.
- 't Lof van Jubal (premier livre), de Cornelis Thymanszoon Padbrué.

## Naissances

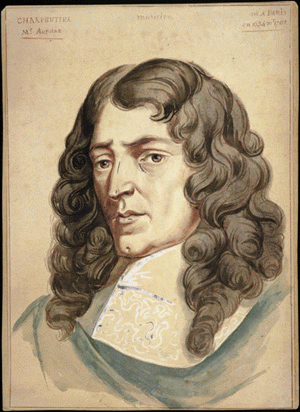
Marc-Antoine Charpentier

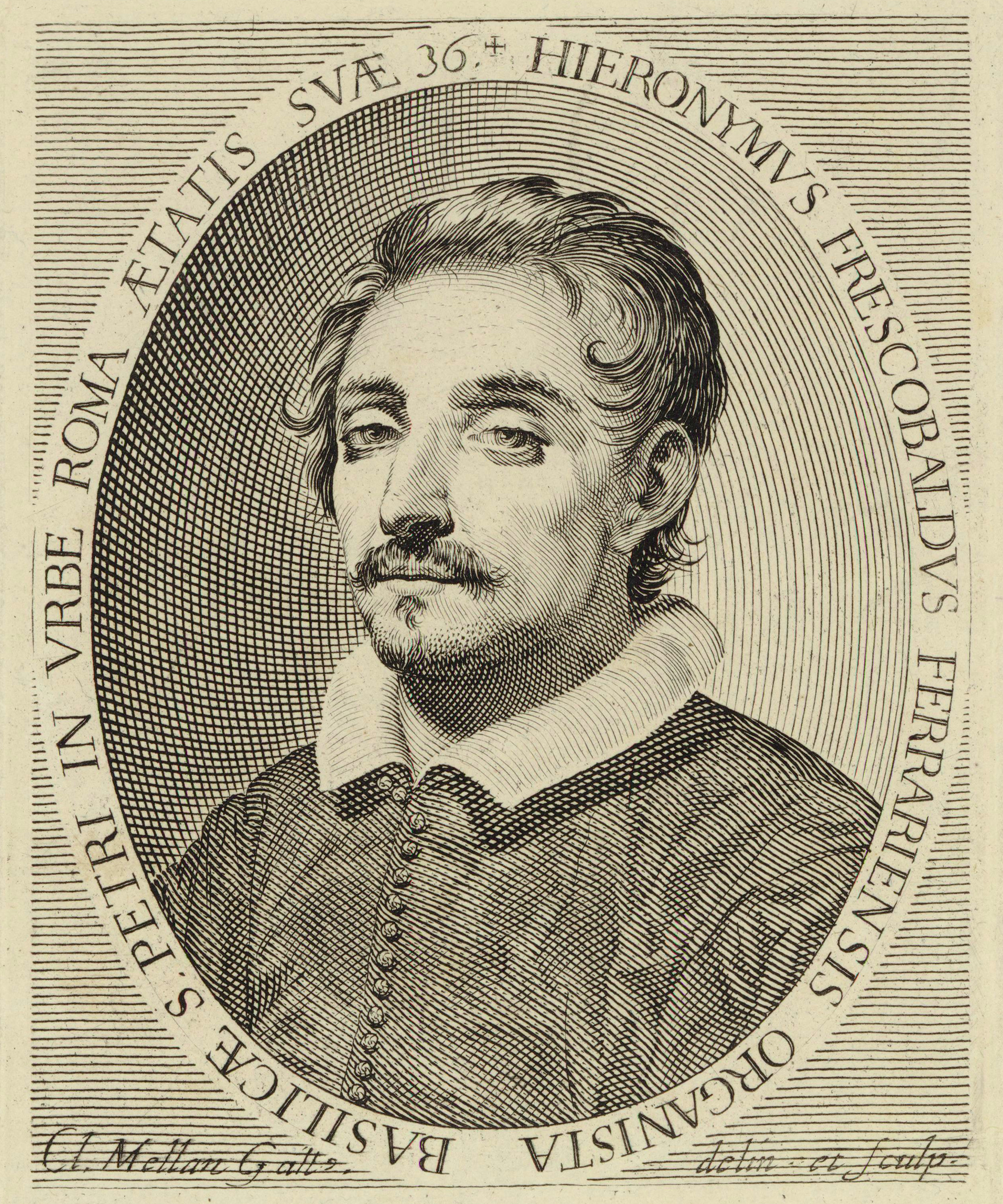
Girolamo Frescobaldi

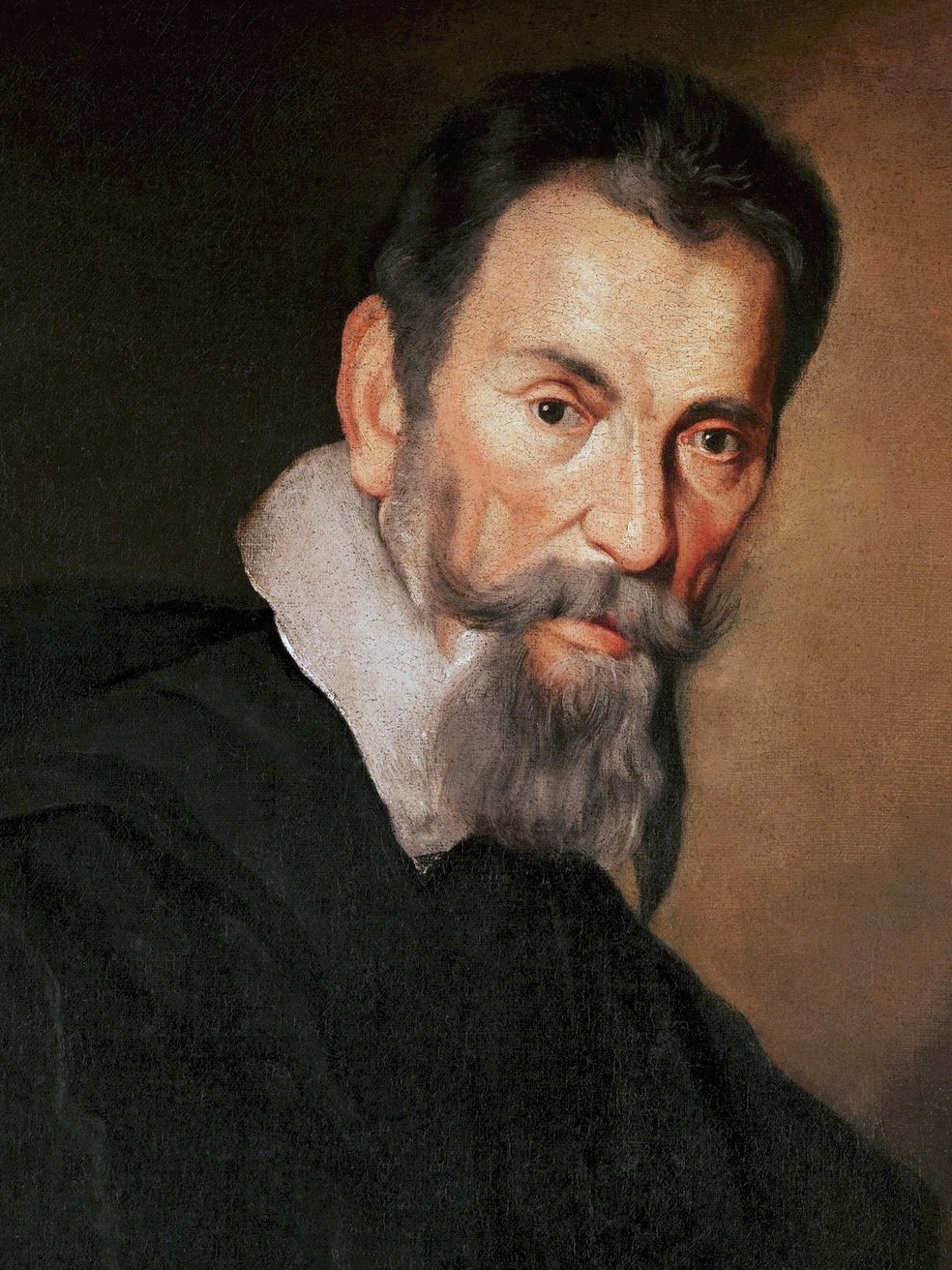
Claudio Monteverdi

- Jacques Hardel, compositeur et claveciniste français († 1678).
- Marc-Antoine Charpentier, compositeur français († 24 février 1704).

## Décès
- 25 février : Marco da Gagliano, compositeur italien (° 1er mai 1582).
- 1er mars : Girolamo Frescobaldi, compositeur, claveciniste et organiste italien (° 9 septembre 1567).
- 20 avril : Christoph Demantius, compositeur, théoricien de la musique, écrivain et poète allemand (° 15 décembre 1567).
- 17 mai : Giovanni Picchi, organiste, luthiste et compositeur italien.
- 29 novembre : Claudio Monteverdi, compositeur italien (° 15 mai 1567).
- 8 décembre : Antoine Boësset, compositeur français (° 24 février 1587).

Vers 1643 :
- Guillaume Bouzignac, compositeur français (° vers 1587).